# Jean-Rachid Kallouche
Ne doit pas être confondu avec le comédien et humoriste Jhon Rachid.
 (septembre 2019).
Jean-Rachid Kallouche, est un producteur de musique et de cinéma franco-algérien né à Mantes-la-Jolie (Yvelines).

## Biographie
Issu de parents algériens, Rachid Kallouche est né et grandit dans le quartier du Val Fourré à Mantes-la-Jolie, dans une fratrie qui compte neuf frères et sœurs. Durant son adolescence, il monte avec un ami un duo comique « Saïd et Rachid, les intégrés ». S'essayant à la chanson, il sort en juillet 1999 un album intitulé « Parodisiac », et donne des concerts dans l'Hexagone. Mis à part la musique, il se passionne pour le cinéma où il joue dans quelques films.
En 2004, sous le nom de « Jean-Rachid », il crée un one-man-show humoristique : Itinéraire d'un enfant de quartier et raconte l'écart entre le Val Fourré et le 16e arrondissement de Paris. 
En 2005, il rencontre Grand Corps Malade, et décide de le produire et de l'éditer. Il crée Anouche Productions. Il signe un contrat de licence avec AZ (Universal Music France) afin de sortir le premier album de Grand Corps Malade "Midi 20" en mars 2006.[réf. nécessaire]
Le 29 avril 2006, il épouse Katia Aznavour, rencontrée en lui restituant un portable qu'on lui avait volé sur les Champs-Élysée, lors d'une cérémonie qui rassemble nombre de célébrités comme Jean-Claude Brialy, Stomy Bugsy, Gérard Darmon, Djamel Bouras ou encore Faudel. 
En 2016, il se lance dans la production cinématographique avec Grand Corps Malade et Mehdi Idir et lancent Kallouche Cinéma. La même année, il coproduit avec Mandarin Production le film Patients, tiré du livre du même nom de Fabien Marsaud.
En 2019, il produit La Vie scolaire, à nouveau écrit et réalisé par Grand Corps Malade et Mehdi Idir.
Selon un article publié en 2025 par Mediapart, Jean-Rachid Kallouche aurait passé à tabac Sofiane Mejot, manager de l'humoriste Malik Bentalha, en 2019, dans les loges du studio où est tournée l'émission Touche Pas à Mon Poste, pendant que l'humoriste était en plateau.

### Famille
Il est le gendre de Charles Aznavour, ayant épousé sa fille Katia. Il est également le cousin du chanteur Faudel.

## Filmographie

### Comme acteur
- 2001 : Ma femme est une actrice d'Yvan Attal : Blaise
- 2007 : Gomez vs Tavarès de Gilles Paquet-Brenner et Cyril Sebas : Matteo
- 2021 : Les Méchants de Mouloud Achour et Dominique Baumard : Homme moustache
- 2022 : La Cour des miracles de Hakim Zouhani et Carine May : Kamel

### Comme producteur
- 2017 : Patients de Grand Corps Malade et Mehdi Idir
- 2019 : La Vie scolaire de Grand Corps Malade et Mehdi Idir
- 2021 : Vortex de Gaspar Noé
- 2022 : Les SEGPA de Ali Bougheraba et Hakim Bougheraba
- 2022 : Fratè de Karole Rocher et Barbara Biancardini
- 2023 : Le Grand Cirque de Booder et Gaëlle Falzerana
- 2024 : Monsieur Aznavour de Grand Corps Malade et Mehdi Idir